# NGC 1986
NGC 1986 是山案座大麦哲伦星系中的一個星系和疏散星团。它于1826年9月27日由蘇格蘭天文學家詹姆士·敦洛普发现。它的视星等为11.31，大小为 2.80 x 2.40弧分。